# Кольонія-Домашевниця
Кольонія-Домашевниця (пол. Kolonia Domaszewnica) — село в Польщі, у гміні Улян-Майорат Радинського повіту Люблінського воєводства.
Населення — 168 осіб (2011).
У 1975-1998 роках село належало до Білопідляського воєводства.

## Демографія
Демографічна структура станом на 31 березня 2011 року:
|          | Загалом | Допрацездатний вік | Працездатний вік | Постпрацездатний вік |
| -------- | ------- | ------------------ | ---------------- | -------------------- |
| Чоловіки | 92      | 15                 | 70               | 7                    |
| Жінки    | 76      | 17                 | 38               | 21                   |
| Разом    | 168     | 32                 | 108              | 28                   |